# Tumbarinu 'e Gavoi
Su tumbarinu 'e Gavoi, il tamburo di Gavoi, è uno strumento appartenente alla tradizione musicale della Sardegna. Secondo il sistema di classificazione Hornbostel-Sachs, si colloca nella categoria dei membranofoni a percussione diretta.

## Descrizione
Attestato dalla prima metà dell'Ottocento grazie agli scritti dello storico Vittorio Angius, è lo strumento principale del carnevale di Gavoi, comune della Barbagia di Ollolai.
Si compone di un cilindro in legno con un diametro generalmente compreso tra 30 e 50 cm, alto 20/25, che funge da cassa acustica (in passato venivano utilizzati i setacci per la farina, sos sedatos), con le due basi ricoperte da una pelle tesa, generalmente di capra, ripiegata ai bordi e assicurata tramite una correggia ad un cerchio di filo di ferro disposto lungo la circonferenza del cilindro. I tiranti passano alternativamente da una pelle all'altra formando una struttura reticolare; qui viene fissato anche un cordino con funzione di tracolla atto a sorregge lo strumento.

Il suono viene emesso da entrambe le pelli: da quella superiore, percossa direttamente con uno o due mazzuoli di legno duro (sos matzuccos), e dall'altra per simpatia grazie alla pressione prodotta dalla prima.
Esistono due varianti al tamburino di Gavoi:  su tumbarinu 'e gardone, realizzato con una cassa acustica in sugherone (su gardone appunto), e su tumbarinu cun criccos che si differenzia per la diversa modalità adottata per tenere in tensione le pelli.

## Il carnevale di Gavoi
Su tumbarinu 'e Gavoi viene impiegato soprattutto nel carnevale di Gavoi, uno dei più caratteristici e musicali della Sardegna. Qui in jovia lardajola, nel giorno di giovedì grasso, centinaia di suonatori, soprattutto di tamburino ma anche di organetto, triangolo, zufolo e qualche tumburro (antico strumento a corda singola) accompagnati dalle maschere tradizionali gavoesi si riversano nelle strade formando numerosi cortei che in serata si concentrano nella piazza principale del paese in un grande raduno chiamato  sa sortilla 'e tumbarinos, l'uscita dei tamburini. Qui si trattengono suonano fragorosamente sino a notte inoltrata, accompagnando le danze tradizionali della Sardegna e in particolare su ballu gavoesu, su dillaru e su curre curre.